# Bahnstrecke Osterrönfeld–Rader Insel
| Abzweigung Osterrönfeld 1904 |                      |                                                               |                                                               |
| Lage der Strecke 1921 |                      |                                                               |                                                               |
| Streckenlänge: | etwa 5 km            |                                                               |                                                               |
| Spurweite: | 1435 mm (Normalspur) |                                                               |                                                               |
| |                      |                                                               |                                                               |
| Betriebsstellen und Strecken |                      |                                                               |                                                               |
| \| \| \| Dachpappenfabrik (ab 1907) \| \| \| \| \| Kokswerk \| \| \| \| \| \| \| \| \| \| Steinfabrik Klocke \| \| \| \| \| Fähre über den Nord-Ostsee-Kanal ab 1914 \| \| \| \| \| \| \| \| \| \| Anschluss Krögerwerft \| \| \| \| \| Anschluss Rütgerswerke (bis 1961) \| \| \| \| \| \| \| \| \| \| \| \| \| \| \| Rangierbahnhof Audorf \| \| \| \| \| Anschluss Stahl- und Walzwerk Eisenhütte Holstein (1904–1926) \| \| \| \| \| Ladegleis Schacht \| \| \| \| \| Strecke bis 1914 \| \| \| \| \| von Kiel-Hassee \| \| \| \| \| von Neumünster \| \| \| \| \| \| \| \| \| \| Osterrönfeld \| \| \| \| \| Osterrönfeld (alter Bahnhof) \| \| \| \| \| nach Flensburg \| \| |                      |                                                               |                                                               |
| Betriebsstelle Streckenanfang (Strecke außer Betrieb) |                      | Dachpappenfabrik (ab 1907)                                    | Dachpappenfabrik (ab 1907)                                    |
| Blockstelle (Strecke außer Betrieb) |                      | Kokswerk                                                      | Kokswerk                                                      |
| Strecke von links (außer Betrieb) · Abzweig geradeaus und nach rechts (Strecke außer Betrieb) |                      |                                                               |                                                               |
| Blockstelle (Strecke außer Betrieb) · Strecke (außer Betrieb) |                      | Steinfabrik Klocke                                            | Steinfabrik Klocke                                            |
| Eisenbahnfähre (Strecke außer Betrieb) · Strecke (außer Betrieb) |                      | Fähre über den Nord-Ostsee-Kanal ab 1914                      | Fähre über den Nord-Ostsee-Kanal ab 1914                      |
| Strecke nach links (außer Betrieb) · Abzweig geradeaus und von rechts (Strecke außer Betrieb) |                      |                                                               |                                                               |
| Abzweig geradeaus und von rechts (Strecke außer Betrieb) |                      | Anschluss Krögerwerft                                         | Anschluss Krögerwerft                                         |
| Abzweig geradeaus und von rechts (Strecke außer Betrieb) |                      | Anschluss Rütgerswerke (bis 1961)                             | Anschluss Rütgerswerke (bis 1961)                             |
| Strecke von links (außer Betrieb) · Abzweig geradeaus und von rechts (Strecke außer Betrieb) |                      |                                                               |                                                               |
| Strecke (außer Betrieb) · Betriebs-/Güterbahnhof Streckenende (Strecke außer Betrieb) |                      |                                                               |                                                               |
| Dienststation / Betriebs- oder Güterbahnhof (Strecke außer Betrieb) |                      | Rangierbahnhof Audorf                                         | Rangierbahnhof Audorf                                         |
| Abzweig geradeaus und von rechts (Strecke außer Betrieb) |                      | Anschluss Stahl- und Walzwerk Eisenhütte Holstein (1904–1926) | Anschluss Stahl- und Walzwerk Eisenhütte Holstein (1904–1926) |
| Abzweig geradeaus und von rechts (Strecke außer Betrieb) |                      | Ladegleis Schacht                                             | Ladegleis Schacht                                             |
| Strecke von links (außer Betrieb) · Abzweig geradeaus und nach rechts (Strecke außer Betrieb) |                      | Strecke bis 1914                                              | Strecke bis 1914                                              |
| Strecke (außer Betrieb) · Abzweig ehemals geradeaus und von links |                      | von Kiel-Hassee                                               | von Kiel-Hassee                                               |
| Strecke (außer Betrieb) · Abzweig geradeaus und von links |                      | von Neumünster                                                | von Neumünster                                                |
| Abzweig geradeaus und von links (Strecke außer Betrieb) · Abzweig geradeaus und ehemals nach rechts |                      |                                                               |                                                               |
| Strecke (außer Betrieb) · Dienststation / Betriebs- oder Güterbahnhof |                      | Osterrönfeld                                                  | Osterrönfeld                                                  |
| Bahnhof (Strecke außer Betrieb) · Strecke |                      | Osterrönfeld (alter Bahnhof)                                  | Osterrönfeld (alter Bahnhof)                                  |
| Strecke (außer Betrieb) · Strecke |                      | nach Flensburg                                                | nach Flensburg                                                |

Die Bahnstrecke Osterrönfeld–Rader Insel (Audorfer Industriebahn) war eine normalspurige Bahnstrecke in Schleswig-Holstein. Sie verband den Bahnhof Osterrönfeld mit zahlreichen Industriebetrieben in den Orten Schacht und Audorf sowie in Rade. Im Verlauf dieser Bahnstrecke lag die einzige Eisenbahnfähre über den Nord-Ostsee-Kanal.

## Geschichte
Die Entwicklung der Audorfer Industriebahn ist mit dem Bau und der Erweiterung des Nord-Ostsee-Kanals verknüpft. Der Kanal machte das Areal am Audorfer See für Industrieansiedlungen interessant. Einige Unternehmer gründeten im Mai 1900 die Audorfer Land- und Industrie-Gesellschaft mbH. Diese Gesellschaft sollte das aufgekaufte Land für die industrielle Nutzung erschließen und gewinnbringend an interessierte Investoren veräußern.
Deshalb wurde zwischen 1901 und 1904 eine Bahnstrecke gebaut, die vom alten Osterrönfelder Bahnhof bis auf das Gebiet der heutigen Rader Insel führte.
Die Trasse begann am südlichen Ende des damals noch mitten in Osterrönfeld gelegenen alten Bahnhofs. In Schacht bestand ein Ladegleis, auf dem Güterwagen mit Kohlen und Düngemitteln für ortsansässige Händler abgestellt wurden. Danach folgte der sogenannte Rangierbahnhof Audorf. Hier zweigten Anschlussgleise zu dem 1900 errichteten und 1926 abgebrochenen Stahl- und Walzwerk Eisenhütte Holstein ab. Die Hauptstrecke verlief bis an das Südostufer der Borgstedter Enge auf das Gebiet der heutigen Rader Insel. Dort hatte sich 1900 ein Kokswerk angesiedelt, weiter südlich lag die Steinfabrik Klocke.

### Kanalausbau
Der Ausbau des Kanals zwischen 1908 und 1914 hatte zur Folge, dass mit der Errichtung der Rendsburger Hochbrücke der Bahnhof Osterrönfeld aus dem Ort heraus auf den Bahndamm verlegt wurde. Die Industriebahn führte von dort über eine neue Trasse zum alten Verlauf ab dem Bahnübergang an der Landstraße zwischen Osterrönfeld und Schülldorf.
Am anderen Streckenende wurde zur Begradigung des Kanalverlaufs der sogenannte Rader Durchstich angelegt, durch den die Rader Insel entstand. Dadurch wurde die Bahnstrecke getrennt und das Kokswerk und eine 1907 gegründete Dachpappenfabrik von ihrem Bahnanschluss abgetrennt.
Als Ersatz wurde eine Eisenbahnfähre eingerichtet, deren Anleger an der Südwestspitze der Rader Insel auf dem Gelände der inzwischen abgebrochenen Steinfabrik Klocke lag. Auf der Insel wurde eine neue Trasse entlang des Nordwestufers vom Kokswerk bis zum Anleger an der Inselspitze angelegt.

### Fährbetrieb
Von 5. April 1914 bis 1937 war die Eisenbahnfähre Rade im Einsatz. Die freifahrende Fähre mit einem Gewicht von 65 Tonnen war 1913 von der Werftbetriebsgesellschaft J. W. Klawitter & Co in Danzig für das Kanalamt Rendsburg gebaut worden. Sie war 36 Meter lang, neun Meter breit und hatte einen Tiefgang von 1,85 Metern. Sie hatte eine nutzbare Gleislänge von 30 Metern und erreichte mit ihrer 140 PS-Zweizylinder-Dampfmaschine von Deutz eine Geschwindigkeit von 4,5 Knoten. Bei Ausfall der Fähre kam ein motorloser Prahm zum Einsatz. Lokomotiven mussten mit übergesetzt werden, da auf der Insel keine Lokomotive stationiert war.
Der Verkehr war mäßig, 1933 wurden 42 beladene und 39 unbeladene Wagen trajektiert, so dass nach dem Bau eine Holzbrücke über die Borgstedter Enge für den Straßenverkehr 1936 der Fährverkehr am 1. Oktober 1937 eingestellt wurde.

### Anschließer
1913 wurde ein Betrieb der Rütgerswerke auf dem Gelände erbaut, wo heute die Schiffbauhallen der Kröger-Werft liegen. Fünf Anschlussgleise führten zur Rückseite der Rütgerswerke, in denen hölzerne Eisenbahnschwellen imprägniert wurden. Ein Gleis verlief in den tiefergelegenen Geländeteil bis zum Kanalufer zum Ausrüstungskai der Werft.

### Eigentümerwechsel und Stilllegung
Nach dem Konkurs der Audorfer Land- und Industrie-Gesellschaft mbH übernahmen die Rütgerswerke den Betrieb der Industriebahn bis zur Stilllegung des Imprägnierwerks 1961. Letzter Betreiber der Industriebahn war die Holzfabrik Singelmann, die 1961 die Genehmigung zur Weiterführung des Betriebes erhalten hatte. Der Verkehr wurde aber bis 1963 von Lokomotiven der Deutschen Bundesbahn durchgeführt. 1964 wurde eine eigene Lokomotive beschafft. Im November 1975 musste  die Anschlussbahn wegen Oberbaumängeln stillgelegt werden. Nach einem Zeitzeugenbericht von 1914 fuhren pro Tag fünf Züge von Osterrönfeld nach Audorf und zurück. Dabei wurden etwa 20 bis 30 Wagen befördert.
Nach 1976 ist die Strecke abgebrochen worden, weil die fällige Sanierung des Oberbaus zu teuer gekommen wäre. Einzelne Gleisabschnitte waren bis etwa 1978 vorhanden.
Auf einem Teil der ehemaligen Trasse ist heute ein Rad- und Wanderweg angelegt.